# Juan Nakwacki
Juan Nakwacki Semeñuck (8 de octubre de 1931-15 de febrero de 2011), denominado Nackwaki, Nackwack, Nawacki o Nawasky en algunas publicaciones, fue un futbolista profesional argentino. Su puesto habitual era delantero. Se desempeñó como titular en el triunfo de la Selección de fútbol de Argentina 2:1 sobre Uruguay, disputado el 10 de octubre de 1956.

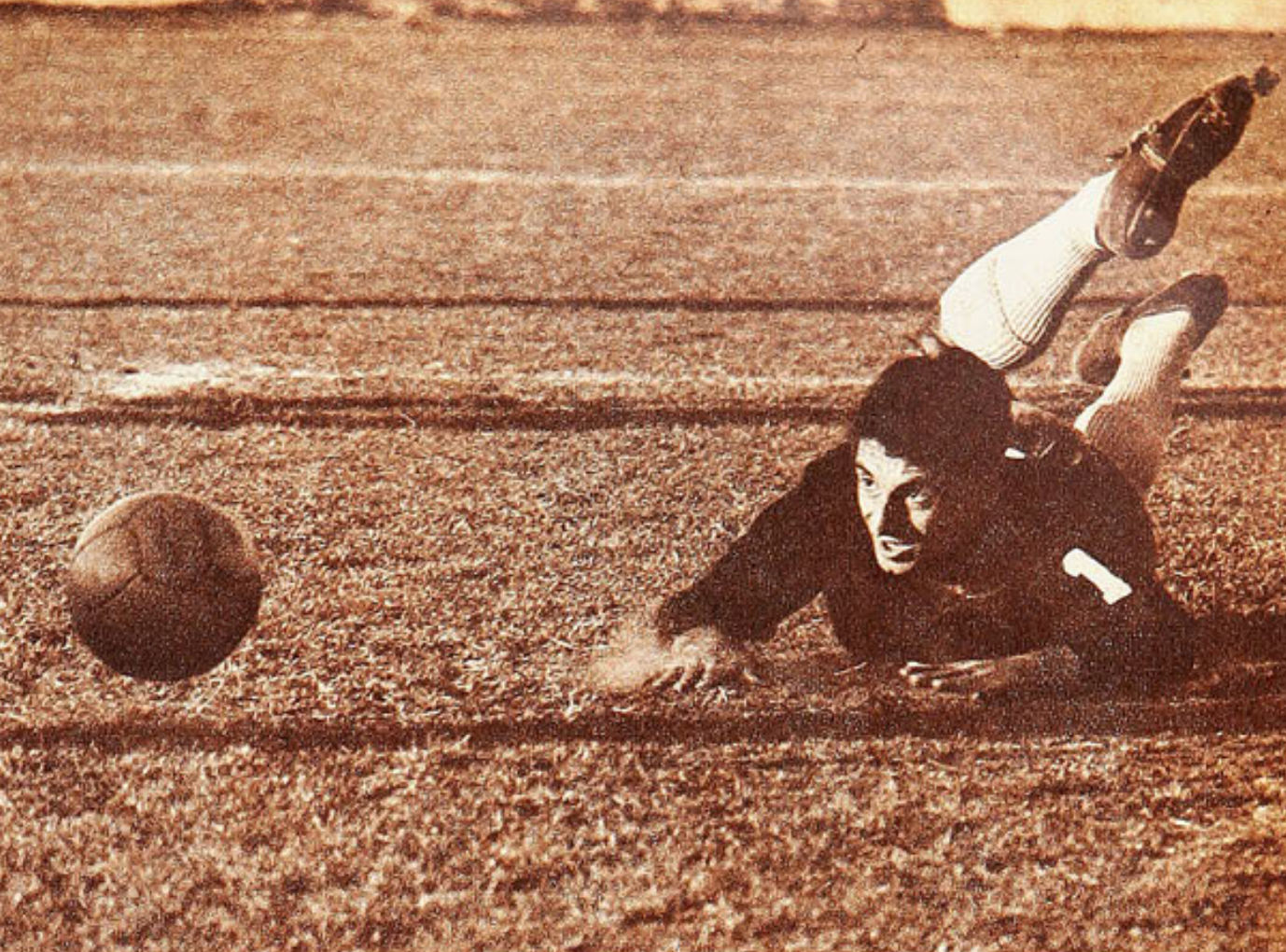
Nakwacki el día del penal atajado a Ferrobádminton.

Jugando para Universidad Católica convirtió un gol ante Santos en semifinales de Copa Libertadores 1962. En la franja fue campeón en 1961, campaña donde aportó 4 goles en 15 partidos. El 19 de agosto de 1962, debido a una lesión del portero Walter Behrends, fue necesario que jugara unos minutos al arco en el triunfo por 4:0 sobre Ferrobádminton, partido disputado en el Estadio Independencia. En ese encuentro, Nakwacki atajó un lanzamiento penal. Durante un Clásico Universitario en 1960, recibió un puñetazo de Leonel Sánchez.

## Clubes
| Club                 | País      | Año       |
| -------------------- | --------- | --------- |
| Argentinos Juniors   | Argentina | 1956-1967 |
| Independiente        | Argentina | 1958-1960 |
| Universidad Católica | Chile     | 1960-1984 |

## Palmarés

### Torneos nacionales
| Título           | Club                 | País  | Año  |
| ---------------- | -------------------- | ----- | ---- |
| Primera división | Universidad Católica | Chile | 1961 |